# Beckeriella paragigas
Beckeriella paragigas är en tvåvingeart som beskrevs av Mercedes Lizarralde de Grosso 1991.
Beckeriella paragigas ingår i släktet Beckeriella och familjen vattenflugor. Artens utbredningsområde är Colombia. Inga underarter finns listade i Catalogue of Life.